# Железняков, Анатолий Григорьевич
Анато́лий Григо́рьевич Железняко́в, также известный как Матро́с Железня́к (20 апреля [2 мая] 1895, село Федоскино, Московская губерния — 26 июля 1919, Пятихатки, Екатеринославская губерния) — балтийский матрос, анархист, участник революции 1917 года, командир 1-й советской конной батареи, а также командир бригады бронепоездов во время Гражданской войны в России.

## Дореволюционная биография

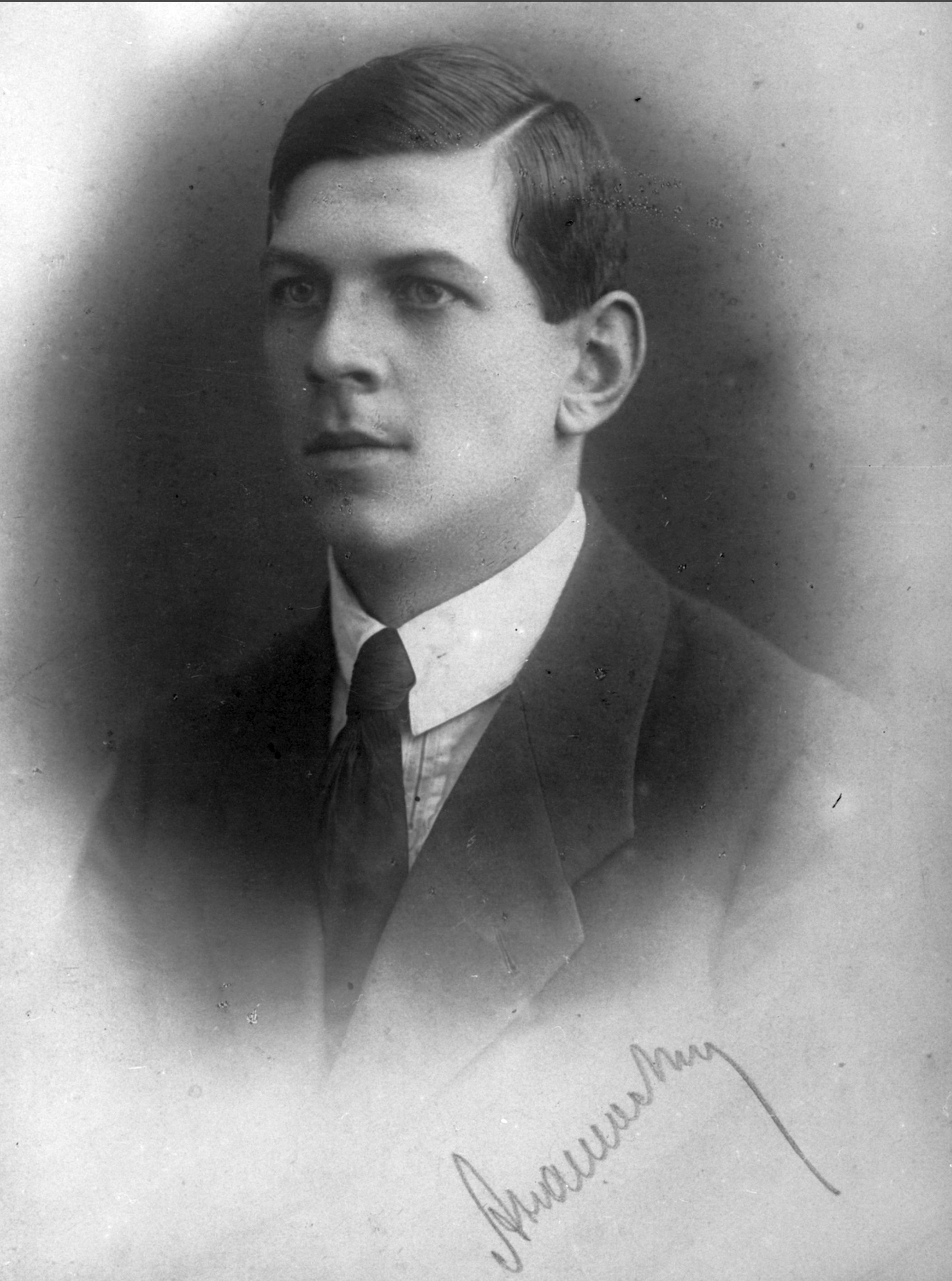
А. Г. Железняков

Родился 20 апреля (2 мая) 1895 года в мещанской семье в селе Федоскино Московской губернии, где его отец, бывший солдат Григорий Егорович Железняков (1850—1902), работал мелким служащим помещичьего имения. В августе того же года семья переехала в Москву, где Григорий Егорович устроился работать смотрителем административного здания. У Анатолия была старшая сестра Александра и два брата: старший Николай и младший Виктор. В 1902 году их отец умер от сердечного приступа и четверо детей остались на попечении матери, Марии Павловны Железняковой, урождённой Елисеевой.
Поступил в Лефортовское военно-фельдшерское училище, но вскоре его бросил, спровоцировав своё отчисление (в апреле 1912 года отказался выйти на парад в честь именин императрицы). Провалился при поступлении в Кронштадтское мореходное училище (год спустя не был принят в Ростовское мореходное училище по возрасту) и начал работать в аптеке при ткацком предприятии фабриканта Арсения Морозова в Богородске, куда переехала семья.
Затем уехал в Одессу и начал работать портовым рабочим, а потом кочегаром в торговом флоте. С лета 1915 года работал слесарем на снарядном заводе Г. Листа, где впервые занялся подпольной пропагандистской работой. В октябре 1915 года был призван на военную службу. Зачислен во 2-й Балтийский флотский экипаж, в машинную школу. В июне 1916 года, опасаясь ареста, дезертировал и вплоть до Февральской революции трудился кочегаром и помощником моториста на торговых судах черноморского флота, скрываясь под вымышленной фамилией «Викторский».
Оба брата тоже связали свою судьбу с флотом. Николай был матросом и отъявленным анархистом, по воспоминаниям В. Бонч-Бруевича. Виктор в числе курсантов первых выпусков окончил в Ленинграде Военно-Морское училище, носящее с 1926 года имя М. В. Фрунзе, служил командиром корабля на Балтийском флоте.

## Участие в Октябрьской революции 1917 года и Гражданской войне

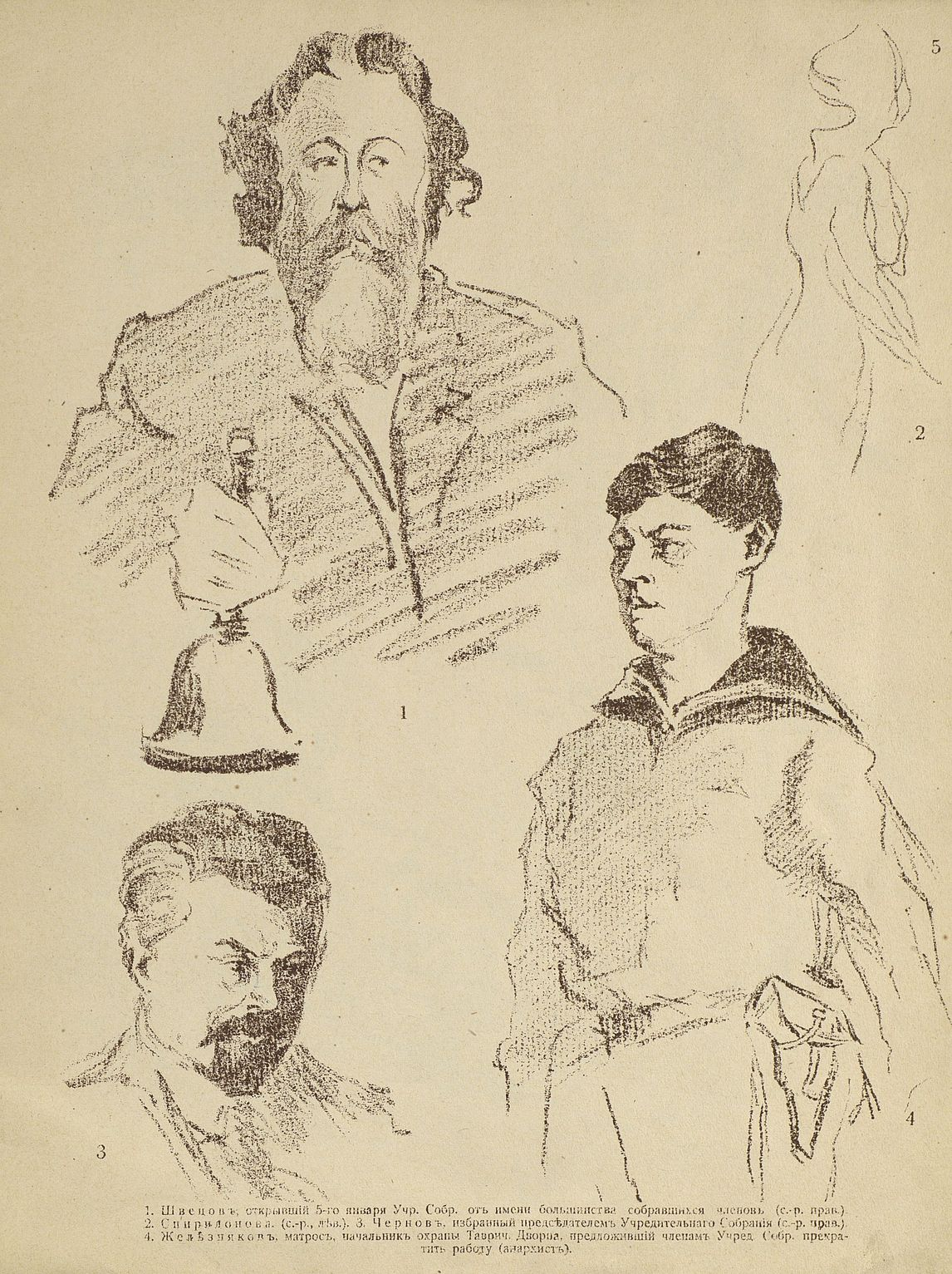
Ю. К. Арцыбушев. Страница альбома «Диктатура пролетариата» (1918). Внизу справа — А. Г. Железняков

После амнистии дезертирам царского времени вернулся на военный флот и оказался в Кронштадте, возобновив занятия в машинной школе. Будучи к этому времени убеждённым анархистом, не признавал Временного правительства и нередко выступал на митингах. В мае 1917 года был избран делегатом 1-го съезда Балтийского флота (Центробалта — революционного органа моряков Балтийского флота). В июне 1917 года, защищая занятый анархистами особняк Дурново, оказал активное сопротивление солдатам и казакам и был арестован. Был приговорён к 14 годам каторжных работ, но 6 сентября бежал из «Крестов». На 2-м съезде Центробалта — секретарь съезда, избран в состав Центробалта и делегатом на II Всероссийский съезд Советов.
Принял активное участие в Октябрьском вооружённом восстании, возглавив отряд, занявший Адмиралтейство, приняв участие в штурме Зимнего дворца и войдя в состав военно-морского революционного комитета, заменившего Центрофлот. Принял участие в боях против частей генерала П. Краснова на подступах к Петрограду.
В декабре 1917 года стал заместителем командира революционного сводного отряда матросов (450 человек, 2 бронепоезда, 4 бронеавтомобиля, около 40 пулемётов и прожекторная команда с двумя прожекторами и электростанцией, командир Н. А. Ховрин, начальник штаба — А. Ф. Ильин-Женевский, комиссар — И. П. Павлуновский), уже участвовавшего к тому моменту в установлении советской власти в Петрограде, Москве, Харькове, в боях с ударниками под Белгородом и Чугуевым.
Во второй половине декабря 1917 года часть отряда Ховрина-Железнякова вернулась в Петроград и разместилась во 2-м Балтийском флотском экипаже. Матросы отряда, отличавшиеся левым радикализмом и анархизмом, являлись инициаторами и сторонниками проведения жёстких мер в борьбе с врагами советской власти и уголовными элементами. В частности, организаторы состоявшегося позже убийства бывших министров Шингарёва и Кокошкина матросы Я. Матвеев и О. Крейс входили в этот отряд. Ленин охарактеризовал убийство как «возмутительное».
Отряд, как одно из самых преданных большевикам воинских формирований, был использован при разгоне демонстраций в поддержку Всероссийского учредительного собрания и направлен в караул Таврического дворца, где проводилось Учредительное собрание. А. Г. Железняков был назначен начальником караула.
Вошёл в историю своей фразой «Караул устал…» при разгоне заседания Учредительного собрания.
Этот же отряд и караул охраняли III Всероссийский съезд Советов, на котором А. Г. Железняков приветствовал делегатов от имени петроградского гарнизона, революционных отрядов армии и флота.
По окончании работы съезда был включён в состав Верховной коллегии для руководства борьбой против румынской интервенции и эвакуации окружённых в районе Дуная русских войск и кораблей. Ему было поручено отвезти 5 миллионов рублей на расходы коллегии, а также деньги полевому казначейству войск Румынского фронта и Черноморского флота. По прибытии в Одессу он вышел на миноносце «Дерзкий» в Вилково, где располагались корабли Дунайской флотилии и принял участие в боевых действиях. По возвращении в Одессу в середине февраля возглавил специальный отряд морских сил для обороны приморских подступов к городу. Руководил арестами заложников, принимал конфискованные румынские суда, много выступал на митингах.
В марте 1918 года назначен командующим Бирзульским укреплённым районом, в составе которого числились значительные резервы и боевые части. Получая непосредственные указания от командующего Южным фронтом В. А. Антонова-Овсеенко, возглавил отряд из матросов и солдат в составе 1500 человек и участвовал в боевых действиях против австро-германских войск, с отступающими войсками эвакуировался в тыл.

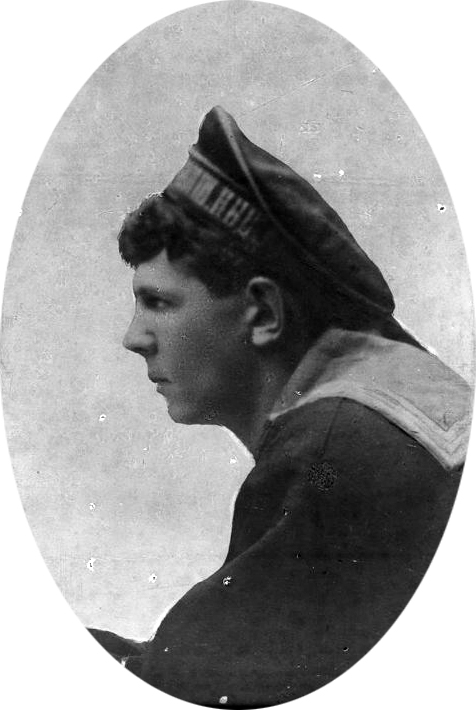
А. Железняков — командир бронепоезда «Т. Худяков» на Южном фронте Гражданской войны, 1919

По возвращении в Петроград был назначен членом Политического отдела Морского генерального штаба, но в середине июня вновь отправился на фронт, на этот раз в район Царицына в дивизию под командованием В. И. Киквидзе, где был назначен командиром Первого Еланского пехотного полка (комиссаром к нему был назначен одесский эсер-максималист и поэт-футурист Борис Черкунов) и участвовал в ожесточённых боях против казачьих войск атамана П. Краснова.
Осенью 1918 года у него начался конфликт с военспецами из отдела снабжения участка фронта, на сторону которых встал Н. И. Подвойский. Конфликт закончился отстранением его от командования полком и приказом Подвойского арестовать Железнякова. Благодаря В. И. Киквидзе ареста Железняков избежал, но был вынужден вернуться в Москву.
В тот же период он женился на добровольно принявшей революцию дочери полковника царской армии, ставшей учительницей в РККА, — Елене Николаевне Винде.
В октябре 1918 года под фамилией Викторс был направлен на подпольную работу в Одессу. Работая механиком на судоремонтном заводе и будучи избран в правление профсоюза моряков, активно занимался подпольной агитацией и одновременно сблизился с боевой дружиной Г. Котовского. Участвовал в восстании при приближении частей РККА. После занятия Одессы Красной армией 6 апреля 1919 года был избран председателем профсоюза моряков торгового флота. На этом посту заключал договоры с владельцами пароходов, предприятиями, способствовал переселению многосемейных из землянок и бараков в освободившиеся после массовой эмиграции квартиры и дома.
В связи с продолжающейся гражданской войной в начале мая 1919 года он получил назначение на должность командира отремонтированного под его руководством бронепоезда имени Худякова. В мае—июне принимал участие в борьбе с восстанием атамана Григорьева, в июле получил назначение на деникинский фронт, где участвовал в боях под Запорожьем и Екатеринославом.
Н. И. Махно, уважавший Железнякова за его храбрость, уже в эмиграции как-то заметил, что Железняков сделал большую ошибку, вслед за Учредительным собранием не разогнав и Совнарком.

## Гибель и похороны
25 июля 1919 года в бою с войсками А. Шкуро бронепоезд под командованием А. Г. Железнякова попал в засаду возле станции Верховцево. В самый последний момент боя, когда бронепоезд, давая задний ход, уже вырвался из засады, Железняков был ранен в грудь. Рана оказалась смертельной: 26 июля на станции Пятихатки он скончался.
3 августа в Москве гроб с его телом провезли на броневике в сопровождении большого числа матросов, боевых друзей, товарищей, знакомых и родственников. Траурная процессия проследовала от Новинского бульвара, где проходило последнее прощание, до Ваганьковского кладбища (59 уч.), где со всеми воинскими почестями тело было предано земле.

## Память
Памятники А. Г. Железнякову поставлены:
- на родине, в селе Федоскино Дмитровского района Московской области
- в Долгопрудном (ранее стоял на Дмитровском шоссе, у поворота на Долгопрудный, после 1993 перенесли в Парк Отдыха )
- в Ногинске (скульптор Ф. П. Кузнецов). Советская пресса отмечала, что образ участника революции «создан почти с фотографической точностью», а автор отзывался об этом памятнике как о самой лучшей своей работе[11].
- в Кронштадте
- В Челябинске
- в Верховцево, у железнодорожного вокзала станции
- в г. Пятихатки Днепропетровской области, Украина. (памятник снесён в 2016 г.)

Имя А. Г. Железнякова носят:
- Бульвар Матроса Железняка — в Москве,
- улица в Астрахани,
- улица в Белгороде,
- улица в Вахрушево,
- улица в Долгопрудном,
- улица в Донецке,
- улица в Запорожье,
- улица в Златоусте,
- улица в Измаиле (переименована в 2016 в Телеграфную ул.),
- улица в Липецке,
- улица в Мелитополе,
- улица в Николаеве,
- улица в Ногинске,
- улица в Пятихатках,
- улица в Ростове-на-Дону,
- улица в Севастополе,
- улица в Хабаровске,
- улица в Харькове,
- улица Матроса Железняка в пгт Ногинск-9,
- Улица Матроса Железняка — в р.п. Елань Волгоградской обл,
- улица Матроса Железняка в Санкт-Петербурге,
- улица Матроса Железняка в Сумах,
- улица Матроса Железняка в Херсоне,
- улица Партизана Железняка в Калининграде,
- улица Партизана Железняка в Красноярске.

Именем Железнякова были названы также средняя школа № 2 в г. Верховцево, железнодорожная станция Приднепровской железной дороги (в 1966—2017; переименована в Эрастовку), бронепоезд, теплоход (порт приписки Херсон), крейсер, эскадренный миноносец, речной артиллерийский корабль и тральщик.

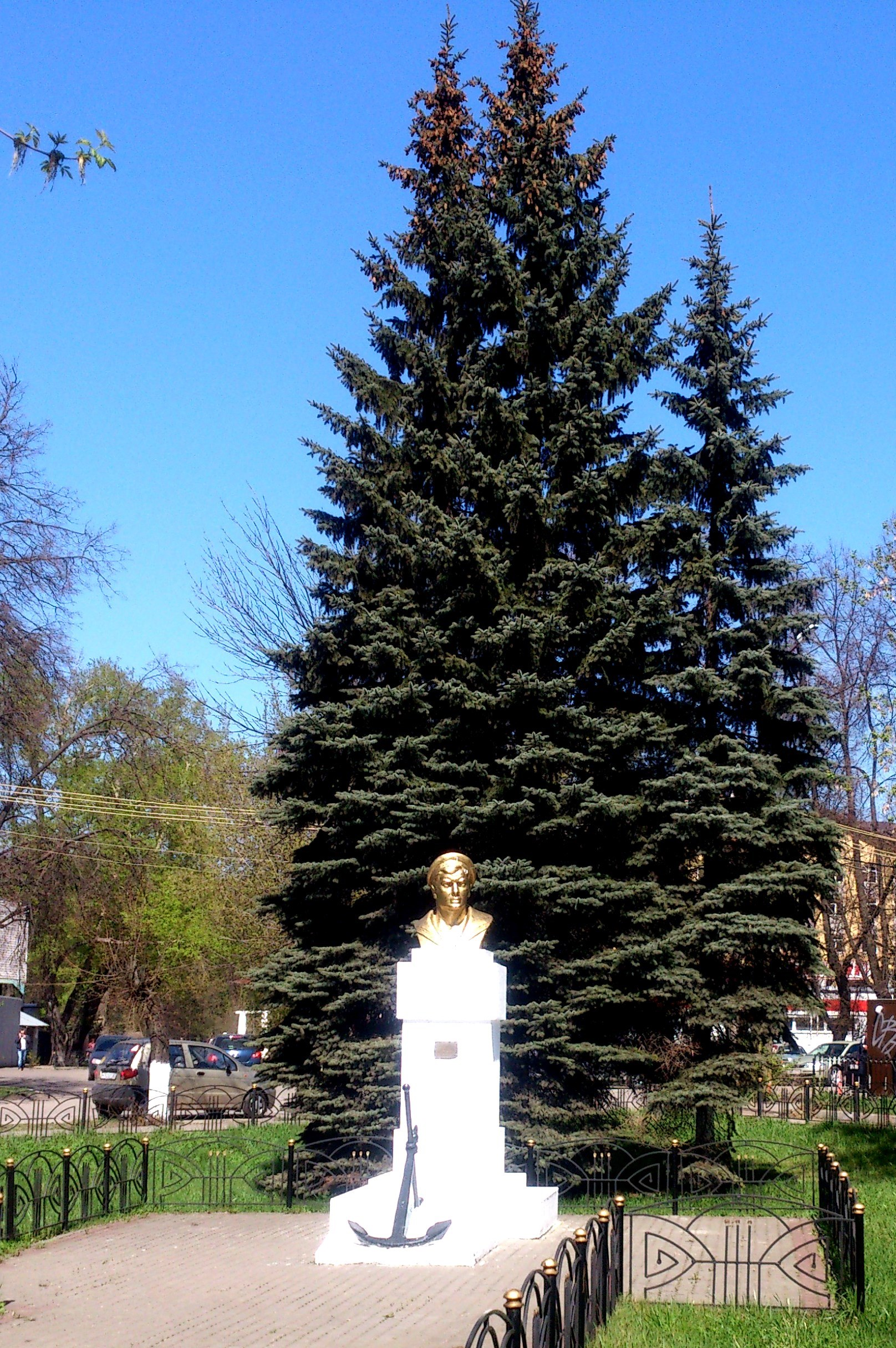
Памятник А. Г. Железнякову в Ногинске
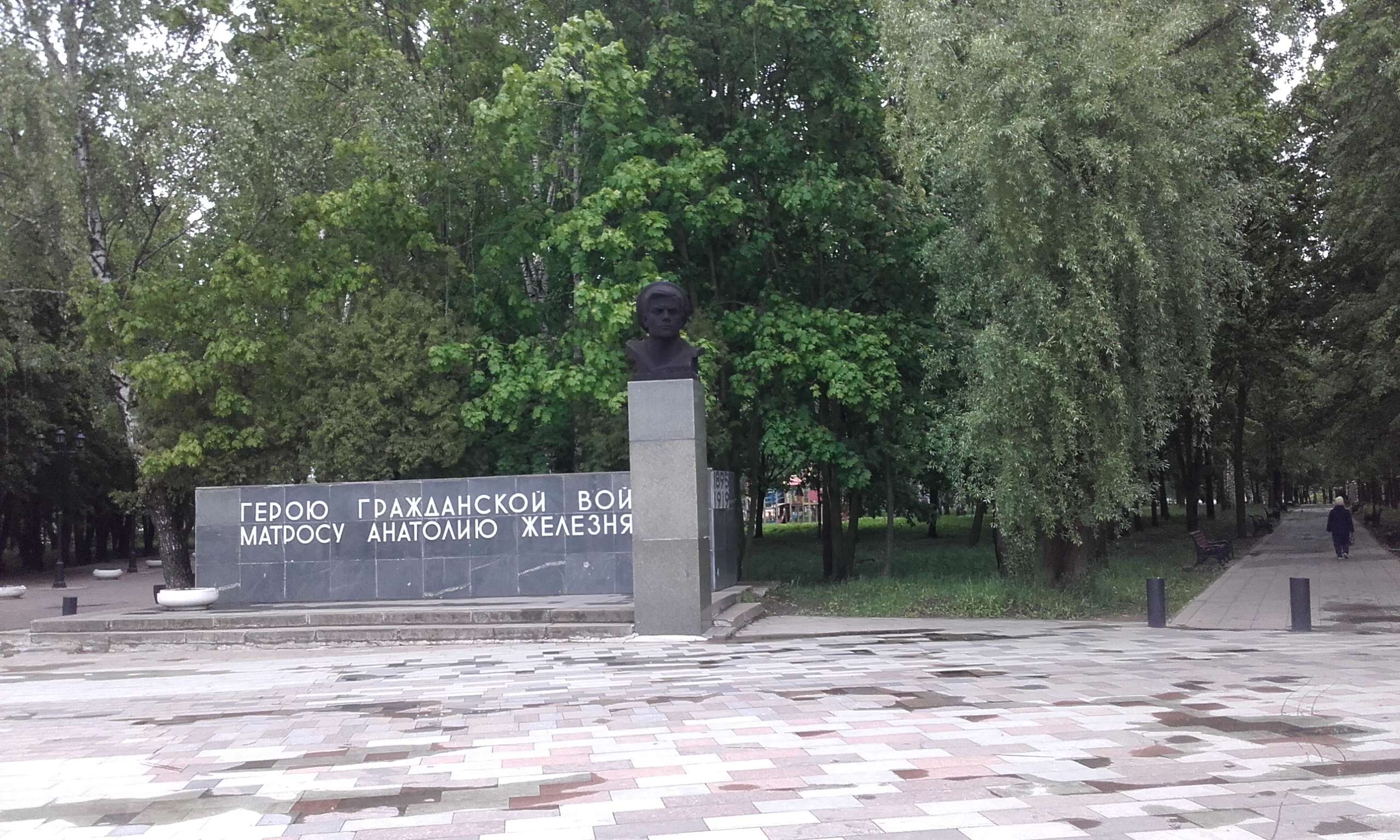
Памятник матросу Железнякову, установленный в центральном парке Долгопрудного
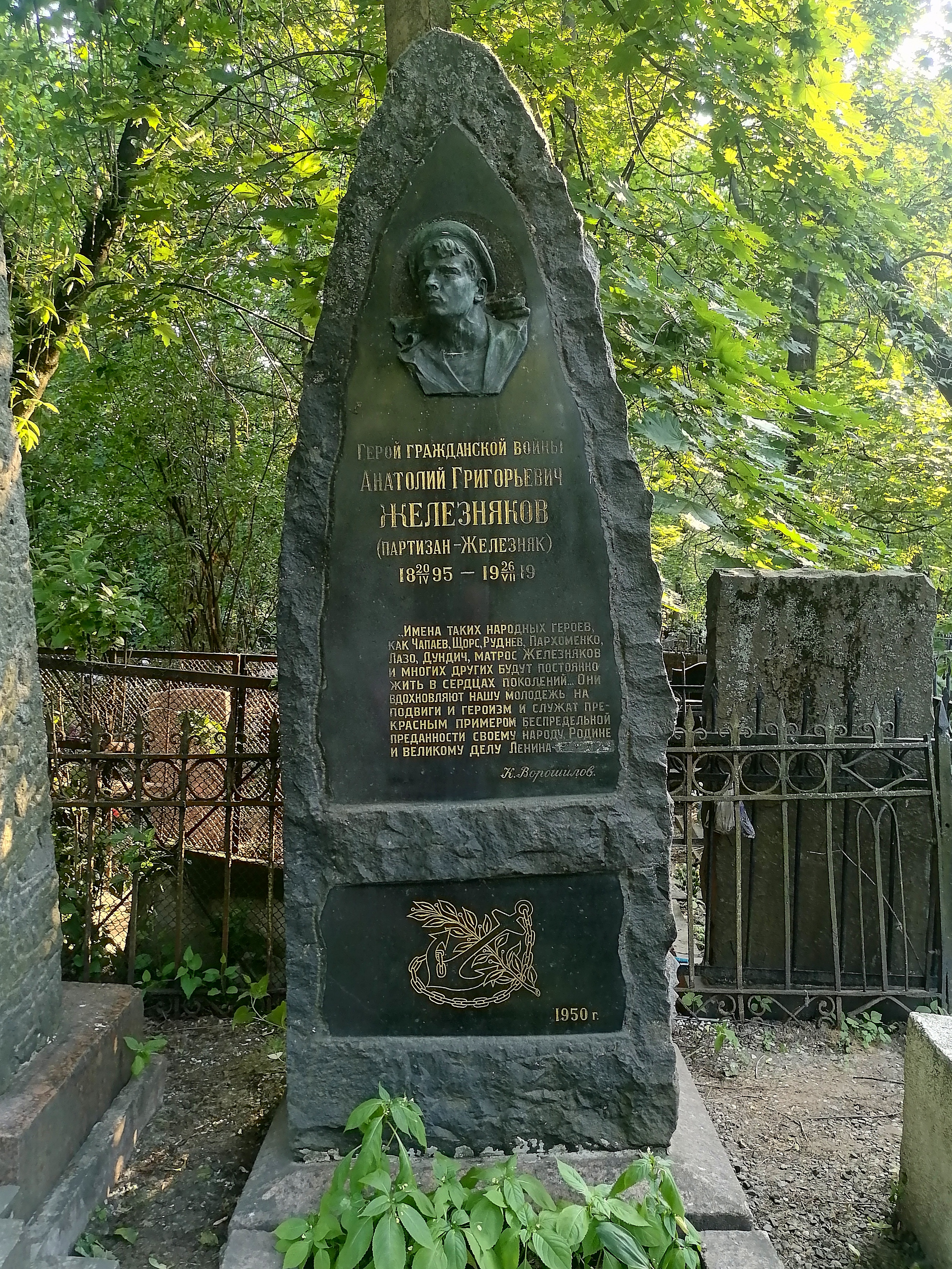
Могила на Ваганьковском кладбище

## «Железняк» в культуре
- Анатолий Железняков прочно ассоциирован с героем песни «Партизан Железняк», написанной в 1935 году на стихи Михаила Голодного, хотя по словам Евгения Долматовского первоначально герой песни не имел определённого исторического прототипа, а фамилию для него Голодный выбрал как достаточно распространённую на Украине и подходящую по смыслу: «Уже в самом имени есть смысл и тема стихотворения, песнь о мужестве и твердости». Конкурс на музыкальное оформление песни, проведённый газетой «Правда», выиграл композитор Матвей Блантер, этот вариант наиболее известен (но существуют и другие)[12].
- Разгону учредительного собрания посвящено стихотворение советского поэта А. Прокофьева «Слово о матросе Железнякове» (1930).
- Многие элементы «мифологии Железняка» получили литературную обработку в повести Бориса Лавренёва «Ветер» (1924).
- Матрос Железняк — персонаж романа Андрея Валентинова «Капитан Филибер» (2007).
- Долгое время образ мужчины, увешанного пулемётными лентами крест-накрест, стойко ассоциировался с матросом Железняком[13][14] (см. иллюстрации ).

### В кино
- В фильмах «Выборгская сторона» (1938) и «Яков Свердлов» (1940) матрос Железняк (в роли — Борис Блинов) закрывает Учредительное собрание фразой «Караул устал».
- «Матрос Железняк», фильм (1985), режиссёр — Виталий Дудин, в роли Железнякова — Анатолий Котенёв.
- В 4-серийном художественном фильме о создании ВЧК — «20 декабря» (1980 год, режиссёр Григорий Никулин) его роль исполнил Юрий Каморный.
- В сериале «Троцкий» (2017) в роли Железнякова – Юрий Евсюков.